# 기프트 은고페이
기프트 은고페이(영어: Gift Ngoepe, 1990년 1월 18일 ~ )은 전 남아프리카 공화국의 야구 선수이다.

## 미국 프로야구 시절
2008년 국제 아마추어 계약으로 피츠버그 파이리츠에 입단하였고, 2017년 아프리카 선수 사상 최초로 메이저리그에 데뷔하였다. 그해 4월 24일 시카고 컵스와 경기에 데뷔해 첫타석에서 안타를 때려냈다.